# Dimerocostus
Genre
Classification phylogénétique
Dimerocostus Kuntze (1891) est un genre de trois espèces de plantes phanérogames appartenant à la famille des Costaceae.

## Liste d'espèces
Selon World Checklist of Selected Plant Families (WCSP) (18 février 2012)
- Dimerocostus argenteus(Ruiz & Pav.) Maas(1968)
- Dimerocostus cryptocalyx N.R.Salinas & Betancur(2004)
- Dimerocostus strobilaceusKuntze (1891)
  - Dimerocostus strobilaceus subsp. appendiculatus Maas(1972)
  - Dimerocostus strobilaceus subsp. gutierrezii (Kuntze) Maas(1972)
  - Dimerocostus strobilaceus subsp. strobilaceus

## Espèces aux noms synonymes, obsolètes et leurs taxons de référence
Selon World Checklist of Selected Plant Families (WCSP) (18 février 2012)
- Dimerocostus bicolor J.F.Macbr. (1930) = Dimerocostus argenteus(Ruiz & Pav.) Maas(1968)
- Dimerocostus bolivianus(Rusby) Loes. (1929) = Dimerocostus argenteus(Ruiz & Pav.) Maas(1968)
- Dimerocostus elongatus Huber (1906) = Dimerocostus strobilaceus subsp. strobilaceus
- Dimerocostus gutierrezii Kuntze, (1898) = Dimerocostus strobilaceus subsp. gutierrezii (Kuntze) Maas(1972)
- Dimerocostus tessmannii Loes. (1929) = Dimerocostus strobilaceus subsp. gutierrezii (Kuntze) Maas(1972)
- Dimerocostus uniflorus (Poepp. ex Petersen) K.Schum. (1904) = Monocostus uniflorus" (Poepp. ex Petersen) Maas (1968)
- Dimerocostus williamsi J.F.Macbr. (1931) = Dimerocostus strobilaceus subsp. gutierrezii (Kuntze) Maas(1972)